# トゥースネルダ (小惑星)
トゥースネルダ (219 Thusnelda) は、小惑星帯に位置する典型的な小惑星の一つで、S型小惑星に属する。
1880年9月30日にオーストリアの天文学者、ヨハン・パリサがポーラ（現クロアチア領プーラ）で発見し、ゲルマン人の戦士アルミニウスの妻、トゥースネルダにちなんで命名された。